# Kirkeslavisk
Kirkeslavisk er et liturgisk sprog, der anvendes indenfor visse ortodokse kirker i lande med slaviske sprog, af hvilke den Den russisk-ortodokse kirke er den største.
Sproget er en mere moderne variant af oldkirkeslavisk, som skabtes af de byzantinske munke og helgener Kyrillos og Methodios og deres medhjælpere i 800-tallet. Kirkeslavisk har også fungeret som litteratursprog frem til cirka 1800. I dag betragtes det som et uddødt sprog, der kun anvendes i liturgien.